# Biserica „Adormirea Maicii Domnului” din Sîrcova
Biserica „Adormirea Maicii Domnului” este o biserică ortodoxă rusă de rit vechi⁠(d) amplasată în Sîrcova, raionul Rezina, Republica Moldova. Aparține Eparhiei Chișinăului și a întregii Moldove.
Satul Sârcova a fost fondat în 1724 de o comunitate de ortodocși ruși de rit vechi, pe pământul care aparținea boierului Ilie Sturdza. Prima familie din sat a fost Moskoviciov, cărora li s-au alăturat Eremeev, Timohin, Diakov și Lisov. Parohia sătească funcționa în paralel cu Mănăstirea Sîrcova⁠(d). Conform datelor statistice din anii 1720-1730, în sat locuiau 60-70 de oameni, iar la mănăstire viețuiau 30 de suflete. Către sfârșitul anilor 1860 în Sîrcova erau 85 de ortodocși de rit vechi, mănăstirea fiind deja desființată.
Biserica curentă a fost ridicată în 1910-1911 pe locul vechii molenne⁠(d) de lemn. Primul paroh a fost preotul Karp Belov. Ulterior (până în 1953), aici au slujit preoții Isidor Lennikov, Serghi Makarov, Antoni Prevalov, Dorofei Fedorenkov, Sofroni Cerevatov. La mijlocul sec. al XX-lea comunitatea număra 135 de oameni. În 2018, numărul de credincioși de rit vechi era de cel mult 60. Una din cele mai influente familii este Eremeev, din care provine arhiepiscopul Zosima.
Este un monument arhitectural de importanță locală inclus în Registrul monumentelor Republicii Moldova ocrotite de stat cu nr. 1938 (raionul Rezina). Conform Registrului, datează din 1898.